# Правительство Закарии Мохи эд-Дина
 Правительство Закарии Мохи эд-Дина (араб.  الحكومة زكريا محيى الدين‎; 1 октября 1965 года — 10 сентября 1966 года) — второе правительство Объединённой Арабской Республики (Египет) после принятия временной Конституции 1964 года. Сформированное вице-президентом страны Закарией Мохи эд-Дином, оно приступило к реализации 2-го пятилетнего периода Десятилетней программы экономического и социального развития страны, провело реорганизация и чистку государственного аппарата Египта. При нём начался новый этап модернизации общества, и продолжило развиваться сотрудничество с Советским Союзом. Особенностью периода нахождения у власти правительства Закарии Мохи эд-Дина стало нарастающее противостояние между правительственным аппаратом и формирующимися структурами правящей партии Арабский социалистический союз. Правительство находилось у власти 345 дней.

## Состав правительства
Правительство было сформировано 1 октября 1965 года вице-президентом ОАР генералом Закарией Мохи эд-Дином по поручению президента страны Гамаля Абдель Насера. В его состав помимо премьер-министра, занявшего так же пост министра внутренних дел, входили 7 заместителей премьер-министра (у Сабри их было 11), 3 государственных министра, 19 министров (у Сабри — 22) и три заместителя министров. В сравнении с предыдущим кабинетом Али Сабри число министерских постов в новом правительстве было сокращено на 3, число заместителей премьер-министра — на 4 поста. В период деятельности правительства его состав не менялся:
| Порядок | Должность | Имя                                                 | Назначение          | Отставка              |
| ------- | --- | --------------------------------------------------- | ------------------- | --------------------- |
| 1.      | Вице-президент, Премьер-министр, Министр внутренних дел وزار الداخلية | Закария Мохи эд-Дин زكريا عبد المجيد محيي الدين     | 1 октября 1965 года | 10 сентября 1966 года |
| 2.      | Заместитель Премьер-министра по внешнеполитическим вопросам نائب رئيس الوزراء للشئون الخارجية | Махмуд Фавзи محمود فوزي                             | 1 октября 1965 года | 10 сентября 1966 года |
| 3.      | Заместитель Премьер-министра по вопросам промышленности, минеральных ресурсов и электроэнергии , Министр промышленности, минеральных ресурсов и электроэнергии نائب رئيس الوزراء للصناعة والثروة المعدنية والكهرباء، وزارة الصناعة والثروة المعدنية والكهرباء | Мустафа Халиль مصطفى خليل                           | 1 октября 1965 года | 10 сентября 1966 года |
| 4.      | Заместитель Премьер-министра по сельскому хозяйству и ирригации , Министр аграрной реформы и мелиорации نائب رئيس الوزراء للزراعة والري، وزارة الإصلاح الزراعي واستصلاح الأراضي                                                                               | Абдель Мохсен Абу ан-Нур عبد المحسن أبو النور       | 1 октября 1965 года | 10 сентября 1966 года |
| 5.      | Заместитель Премьер-министра по вопросам продовольствия и внутренней торговли نائب رئيس الوزراء للتموين والتجارة الداخلية | Камаль Рамзи Стино كمال رمزي استينو                 | 1 октября 1965 года | 10 сентября 1966 года |
| 6.      | Заместитель Премьер-министра по вопросам транспорта, коммуникаций, Министр связи نائب رئيس الوزراء للنقل والمواصلات، وزارة المواصلات | Махмуд Юнес محمود يونس                              | 1 октября 1965 года | 10 сентября 1966 года |
| 7.      | Заместитель Премьер-министра по делам вакуфов, социальным вопросам и по делам университета Аль-Азхар, министр по делам вакуфов نائب رئيس الوزراء للأوقاف والشئون الاجتماعية وشئون الأزهر، وزارة الأوقاف والشئون الاجتماعية                                    | Ахмед Абдо аш-Шарабаси أحمد عبده الشرباصي           | 1 октября 1965 года | 10 сентября 1966 года |
| 8.      | Заместитель Премьер-министра по делам культуры, национального руководства и туризма نائب رئيس الوزراء للثقافة والإرشاد القومي والسياحة | Мохаммед Абдель Кадер Хатем محمد عبد القادر حاتم    | 1 октября 1965 года | 10 сентября 1966 года |
| 9.      | Государственный министр وزير دولة | Шаарауи Гомаа شعراوي جمعة                           | 1 октября 1965 года | 10 сентября 1966 года |
| 10.     | Государственный министр по делам местной администрации وزير دولة للإدارة المحلية | Ахмед Хамди Убейд أحمد حمدي أحمد عبيد               | 1 октября 1965 года | 10 сентября 1966 года |
| 11.     | Государственный министр по делам молодёжи وزير دولة للشباب | Мухаммед Талаат Хейри <smallمحمد طلعت خيري          | 1 октября 1965 года | 10 сентября 1966 года |
| 12.     | Министр иностранных дел وزارة الخارجية | Махмуд Риад محمود رياض                              | 1 октября 1965 года | 10 сентября 1966 года |
| 13.     | Военный министр وزارة الحربية | Абдель Вахаб эль-Бешри عبد الوهاب البشري            | 1 октября 1965 года | 10 сентября 1966 года |
| 14.     | Министр юстиции وزارة العدل | Мухаммед Эззат эль-Дин Хасуна محمد عصام الدين حسونة | 1 октября 1965 года | 10 сентября 1966 года |
| 15.     | Министр национального руководства وزارة الإرشاد القومي | Амин Хамид аль-Хувейди أمين حامد هويدي              | 1 октября 1965 года | 10 сентября 1966 года |
| 16.     | Министр казначейства وزارة الخزانة | Назих Ахмед Дейф نزيه أحمد ضيف                      | 1 октября 1965 года | 10 сентября 1966 года |
| 17.     | Министр по строительству высотной Асуанской плотины وزارة السد العالي | Мухаммед Сидки Сулейман <smallمحمد صدقي سليمان      | 1 октября 1965 года | 10 сентября 1966 года |
| 18.     | Министр экономики и внешней торговли, Министр планирования وزارة الاقتصاد والتجارة الخارجية، وزارة التخطيط | Мухаммед Лабиб Шукейр محمد لبيب شقير                | 1 октября 1965 года | 10 сентября 1966 года |
| 19.     | Министр поставок и внутренней торговли وزارة التموين والتجارة الداخلية | Мухаммед Нур эд-Дин Кара محمد نور الدين قرة         | 1 октября 1965 года | 10 сентября 1966 года |
| 20.     | Министр сельского хозяйства وزارة الزراعة | Шафик аль-Хашен شفيق علي الخشن                      | 1 октября 1965 года | 10 сентября 1966 года |
| 21.     | Министр ирригации وزارة الري | Абдель Халик Шинауи عبد الخالق الشناوي              | 1 октября 1965 года | 10 сентября 1966 года |
| 22.     | Министр транспорта وزارة النقل | Махмуд Абдель ас-Салам محمود عبد السلام             | 1 октября 1965 года | 10 сентября 1966 года |
| 23.     | Министр жилищно-коммунального хозяйства وزارة الإسكان والمرافق | Мухаммед Эззат Салама محمد عزت سلامة                | 1 октября 1965 года | 10 сентября 1966 года |
| 24.     | Министр здравоохранения وزارة الصحة | Мохаммед ан-Набауи эль-Мухандес محمد النبوي المهندس | 1 октября 1965 года | 10 сентября 1966 года |
| 25.     | Министр труда وزارة العمل | Мухаммед Абдель Латиф Салама محمد عبد اللطيف سلامة  | 1 октября 1965 года | 10 сентября 1966 года |
| 26.     | Министр высшего образования وزارة التعليم العالي | Хусейн Мохаммед ас-Сайед عبد العزيز السيد           | 1 октября 1965 года | 10 сентября 1966 года |
| 27.     | Министр образования وزارة التربية والتعليم | Мохаммад Юсуф السيد محمد يوسف                       | 1 октября 1965 года | 10 сентября 1966 года |
| 28.     | Министр культуры وزارة الثقافة | Сулейман Хазайян سليمان حزين                        | 1 октября 1965 года | 10 сентября 1966 года |
| 29.     | Министр туризма и древностей وزارة السياحة والآثار | Азиз Ахмад Ясин عزيز أحمد يس                        | 1 октября 1965 года | 10 сентября 1966 года |
| 30.     | Министр по делам университета аль-Азхар وزارة شئون الأزهر | Абдель Фаттах Хасан عبد الفتاح حسن                  | 1 октября 1965 года | 10 сентября 1966 года |
| 31.     | Заместитель Министра внутренних дел <small نائب وزير الداخلية | Юсеф Хафез يوسف حافظ                                | 1 октября 1965 года | 10 сентября 1966 года |
| 32.     | Заместитель Министра по делам вакуфов и социальным вопросам نائب وزير الأوقاف والشئون الاجتماعية | Ахмед Мухаммед Халифа أحمد محمد خليفة               | 1 октября 1965 года | 10 сентября 1966 года |
| 33.     | Заместитель Министра транспорта نائب وزير المواصلات | Абдул Малик Саад عبد الملك سعد                      | 1 октября 1965 года | 10 сентября 1966 года |

## Деятельность правительства
После того, как в сентябре 1965 года в Египте заявили о раскрытии заговора ассоциации «Братья-мусульмане», которых обвинили в подготовке покушения на Г. А. Насера, последовала отставка правительства Али Сабри. Было объявлено, что новый кабинет сформирует вице-президент Закария Мохи эд-Дин, а Сабри возглавит работу по формированию структур правящей организации Арабский социалистический союз. Правительство продолжило аресты исламистов — по делу о заговоре были арестованы в общей сложности несколько тысяч человек. Чистка затронула весь государственный аппарат и полицию.
С приходом к власти нового кабинета политический и экономический курс Египта почти не изменился. Продолжалось и развивалось политическое, экономическое и военное сотрудничество с Советским Союзом, который строил в стране множество промышленных предприятий и поставлял Египту вооружения. В экономике росла роль государственного сектора при свёртывании частного предпринимательства, огромные расходы бюджета на индустриализацию покрывались внешними займами. В 1966 году вызванные этим экономические трудности продолжали усиливаться, а быстрый рост населения при нехватке продуктов народного потребления создавал всё возрастающую социальную напряжённость. Росла напряжённость и в деревне, где проходил второй этап аграрной реформы: там и крестьяне и землевладельцы всячески сопротивлялись созданию кооперативов и местным комитетам АСС.
В марте 1966 года Насер начал осуществлять перенос центра политического управления страной из государственных структур в партийные. Он выступил на совещании руководящих работников Арабского социалистического союза Каира и Гизы и призвал их начать работу в профсоюзах и общественных организациях страны, включая даже союз адвокатов Египта. С этого времени все важные выступления президента происходили на митингах и собраниях АСС, а государственные мероприятия обсуждались в Высшем исполнительном комитете АСС, а не в кабинете министров. Подобные перемены вызвали плохо скрываемое соперничество между правительством, возглавляемым вице-президентом Закарией Мохи эд-Дином, и партией, руководимой другим вице-президентом, Али Сабри.
Оно было усилено вызвавшим большой резонанс убийством 30 апреля 1966 года в деревне Камшиш активиста Арабского социалистического союза Салаха Хусейна, пытавшегося разоблачить коррупцию в сфере реализации аграрной реформы. Полиция и государственный аппарат на местах оказались на стороне феодального семейства аль-Фики, которое подозревали в организации покушения, и только обращение жены Хусейна в руководящие органы АСС в Каире изменило ситуацию. Насер первоначально поручил рассмотрение вопроса не правительственным структурам, а представителям Союза, которые разоблачили местных феодалов и по всей стране вывели крестьян на митинги. В этой ситуации правительство со своей стороны прибегло к вмешательству в дело военной контрразведки.
Были выявлены схожие случаи в других районах страны и 11 мая 1966 года Насер учредил Высший комитет по борьбе с феодализмом, который возглавил фельдмаршал Абдель Хаким Амер . Комитет рассмотрел случаи уклонения от реализации аграрной реформы и наложил арест на нераспределённые земельные участки. Насер республиканским декретом наложил секвестр на имущество 88 землевладельцев и предписал их принудительную высылку из деревни. В июне 1966 года за связь с феодалами были уволены 239 старост и 65 начальников сторожевой охраны. Были распущены некоторые местные советы, кооперативы и даже низовые комитеты АСС. При этом владельцы конфискованных земель не привлекались к суду за нарушения закона, а правительство пресекало самовольное присвоение крестьянами их построек и земельных наделов.
После инцидента в Камшише Арабский социалистический союз продолжил усиливать свои позиции по отношению к правительству. Перестройка работы и структур этой организации продолжалась. Низовые органы АСС в деревне — «Комитеты 20-ти» — заменялись на руководящие группы из проверенных активистов и чиновников, профсоюзных работников и лиц «прошедших подготовку в молодёжных лагерях» . В апреле 1966 года в структуре АСС было завершено создание секретной политической организации Авангард социалистов. Строительство Арабского социалистического союза продолжалось до конца года независимо от смены правительств. Впервые в истории страны в Египте появилась категория освобождённых партийных работников. Во второй половине года ими начали укомплектовывать среднее звено органов Союза, а к концу года по этому принципу были сформированы районные и уездные бюро.
Премьер-министр Закария Мохи эд-Дин выступал против усиления роли АСС в управлении экономикой и за более реалистичный подход к экономическим вопросам. Он также склонялся к перемене политического курса, выступая за национализм, а не за социализм. Во внешней политике Мохи эд-Дин, в отличие от Сабри, также предпочитал ориентацию на Запад, а не на СССР. Однако отставка его кабинета, последовавшая 10 сентября 1966 года, официально была объяснена экономическими причинами, прежде всего завершением первого семилетнего плана. Противоречия между группами двух вице-президентов — Мохи эд-Дина и Сабри — открыто проявились уже в будущем, после Шестидневной войны.

### Экономика
В период деятельности правительства Мохи эд-Дина (во многом и в результате деятельности предшествующих кабинетов) государственный сектор стал доминировать в экономике Египта на фоне свертывания частного бизнеса. Если в 1959/1960 году предпринимательская прибыль составила 51 % национального дохода, то в 1965/66 году она упала до 33,6 %, а прибыль госсектора достигла 20 % национального дохода. Привлечение частных египетских инвестиций также сокращалась. Если в 1961/62 году они составляли 20 % всех капиталовложений, то в плане на 1966/67 финансовый год — лишь 5,4 %.
Планирование: С 1 июля 1965 года, ещё при правительстве Али Сабри, началось выполнение 2-го пятилетнего периода Десятилетней программы экономического и социального развития ОАР. В результате финансовых трудностей первый период по капиталовложениям был выполнен только на 95 %. Теперь, на период 1965/66-1969/70 годов, предусматривались капиталовложения в 2 830 миллионов египетских фунтов, что соответствовало 80 % от вложений Первого периода. Национальный доход планировалось увеличить на 53 % (до 2 659 млн ег.ф.). Покрывать 80 % капиталовложений предполагалось из внутренних источников, и только 20 % — за счёт внешних заимствований. Но и это сокращение капиталовложений не решило проблемы нехватки заёмных средств — в 1966 году кабинет Мохи эд-Дина начал пересматривать задания Второго плана развития в пользу их дальнейшего сокращения. В то же время продолжалось строительство за счёт средств бюджета и внешних источников более 200 предприятий, из них 133 при участии СССР.
В сельском хозяйстве ОАР в этот период было занято 52 % самостоятельного населения, его доля в национальном доходе составляла 27,5 % , а в экспорте около 70 %. Основу экспорта сельхозпродукции составляла продажа хлопчатника (производство египетского хлопчатника давало свыше 25 % валовой сельскохозяйственной продукции, а в мировом производстве хлопка — свыше 50 %). Животноводство давало около 20 % валовой продукции сельского хозяйства. В условиях нехватки продуктов правительство Мохи эд-Дина планировало вложить в сельскохозяйственный сектор 560 миллионов фунтов и увеличить общую стоимость валовой продукции до 860 миллионов фунтов. Общие капиталовложения в сельское хозяйства (включая строительство Асуанской плотины) в 1965/66 году достигли 105 млн фунтов.

В промышленности ОАР в этот период было занято 11,4 % самостоятельного населения, а его доля в национальном доходе составляла 24 %. Более 85 % промышленности находилось в собственности государства. Промышленные объекты вводились с помощью СССР (до 1964 года были сданы в эксплуатацию 832 объекта). При этом доля текстильной промышленности в общем объёме составляла 30 %, пищевой — 25 %. Было начато осуществление 3-й пятилетки индустриализации страны (1965/66-1969/70), согласно плану которой должны были быть построены 855 промышленных объектов с общей суммой затрат в 1 миллиард египетских фунтов, (включая незавершённое строительство 2-й пятилетки). Из них только в тяжёлой промышленности — 163 объекта на сумму в 480 500 000 фунтов. В 1966/67 годах предполагалось ввести в строй 57 промышленных предприятий. В 1965 году текстильная промышленность дала 31 % валового продукта промышленности, пищевая — 29 %, химическая −11 %, нефтяная −10 %. В 1966 году были пущены новые цеха химического завода азотных удобрений в Асуане и целлюлозно-бумажная фабрика в Куфу мощностью в 18 000 тонн целлюлозы в год. Были расширены производственные мощности сахарного завода в Ком-Омбо, продолжалось строительство металлургического комбината в Хелуане. Нефтяные кампании США продолжали разведку нефти в Западной пустыне. Поскольку их изыскания не увенчались успехом, в ноябре 1966 года следующее правительство пригласило для поиска нефти специалистов из СССР. В мае 1966 года прошла II Конференция Всеобщей федерации рабочих профсоюзов ОАР.
Транспорт ОАР к этому времени был полностью национализирован. В 1966 году началось строительство железной дороги Хелуан — Бахария протяжённостью 350 километров. ОАР имела соглашения о воздушных перевозках с 57 иностранными компаниями.

Бюджет: Согласно сложившейся практике в ОАР составлялось два бюджета: Бюджет услуг и Производственный бюджет. Общие доходы бюджетов в 1965/66 финансовом году были утверждены в сумме свыше 1 205 млн ф., расходы бюджета услуг составляли 649 млн.ф., производственного — 556 млн.ф.. Бюджетные ассигнования на капиталовложения были сокращены правительством до 345,5 млн, против 442,6 по смете 1964/65 года, то есть на 22 %. Расходы бюджетов покрывались внешними и внутренними займами. Государственный долг на конец 1964 года достиг 689 000 000 египетских фунтов. Египтом были получены займы от ГДР, ЧССР, Франции и МБРР (100 миллионов долларов США). Правительство ставило задачу стимулирования экспорта местной продукции и сокращения импорта предметов роскоши и потребительских товаров. Наблюдался рост внешнеторгового оборота, увеличение экспорта на 33 % и сокращения импорта на 70 % по итогам 1-го полугодия 1965 года. Сумма сборов от эксплуатации Суэцкого канала достигла 95 200 000 фунтов. В 1966/67 финансовом году бюджет услуг был сведён в сумме 721 миллион фунтов, производственный бюджет в сумме 595 миллионов фунтов, общий федеральный бюджет — в 324 миллиона фунтов. Ассигнования на капиталовложения в 1966/67 году выросли до 368,2 миллионов или на 7 % по сравнению с 1965/66 годом. Расходы на капиталовложения покрывались за счёт внешних займов. В 1966 году были заключены соглашения о предоставлении кредитов с Венгерской Народной Республикой (15 миллионов ег. фунтов), ГДР (14 миллионов ег. фунтов), Италией (41 миллион ег. ф.), Францией (31 миллион ег. ф.), Бельгией (30 миллионов ег. ф.), Испанией (100 миллионов ег. ф.), Японией (50 миллионов ег. ф.), Кувейтом (15 миллионов ег. ф.), МВФ (70 миллионов). К концу 1966 года внешнеторговый оборот ОАР возрос на 12 %, импорт — на 24 %. При этом экспорт сократился на 30 %, а дефицит торгового баланса вырос в 4 раза и достиг 68,5 млн фунтов.

### Внешняя политика
В период нахождения у власти кабинета Закарии Мохи эд-Дина Египет следовал прежним внешнеполитическим курсом, играя одну из ведущих ролей в Движении неприсоединения, сохраняя приемлемые отношения со странами Запада, но всё больше склоняясь к сотрудничеству с СССР и странами социализма. В октябре 1965 года страна заключила соглашение об экономическом, техническом и научном сотрудничестве с НРБ, а в ноябре — с Венгрией. Подобные соглашения были заключены также с другими странами Азии и Африки. В ноябре 1965 года в Каире было учреждено Общество дружбы «ОАР-СССР» под председательством министра по делам высотной Асуанской плотины Сидки Сулеймана.
В декабре 1965 года в соответствии с решениями ОАЕ по проблеме Южной Родезии Египет разорвал отношения с Великобританией. ОАР требовала вывода войск США из Вьетнама, в мае 1966 года в Каире было открыто представительство Национальногофронта освобождения Южного Вьетнама. ОАР осудила переворот 24 февраля 1966 года в Гане, приведший к смещению президента Кваме Нкрумы. Особое внимание было уделено развитию отношений с Алжиром, Сирией и Ираком. В феврале 1966 год в Каире прошла сессия Объединённого политического руководства ОАР и Ирака. При этом из-за проблемы Исламского пакта ухудшились отношения с консервативными режимами Туниса, Саудовской Аравии и Иордании.
Арабский социалистический союз с осени 1965 года активно устанавливал связи с левыми и коммунистическими партиями по всему миру. В это же время, правительство расширяло контакты с Советским Союзом. В январе 1966 года на празднование 6-й годовщины начала работ в Асуане в Египет прибыла делегация во главе с министром энергетики и электрификации СССР П. С. Непорожним. В феврале того же года состоялись визиты председателя Государственного комитета по внешнеэкономическим связям С. А. Скачкова в Египет, и командующего ВВС ОАР адмирала Сулеймана Эззата в СССР. В феврале- марте 1966 года Египет посетил 1-й заместитель министра иностранных дел СССР В. В. Кузнецов, в апреле — председатель Государственного комитета по профессионально-техническому образованию А. А. Булгаков. В марте в Москве прошла конференция работников рыбного хозяйств СССР и ОАР. Кульминацией советско-египетских отношений в это период стал визит в ОАР Председателя Совета министров СССР А. Н. Косыгина мае 1966 года.
В 1966 году Египет также посетили премьер-министр Индии Индира Ганди, Председатель Совета министров Венгерской Народной Республики Дьюла Каллаи, министр иностранных дел Германской Демократической Республики Отто Винцер, Председатель Государственного совета Социалистической Республики Румынии Киву Стойка, премьер-министр Швеции Таге Фритьоф Эрландер, эмир Кувейта Сабах ас-Салем аль-Мубарак ас-Сабах, премьер-министр Сингапура Ли Куан Ю, премьер-министр Афганистана Мохаммед Хашим Мейвандваль и др.